# Haematopota
Haematopota là một chi ruồi trong họ Tabanidae. Không giống các loài trong họ Tabanidae, chúng có kiểu mẫu cánh đặc trưng. 

## Các loài
Chi này gồm các loài:
- Haematopota americana Osten Sacken, 1875
- Haematopota bigoti Gobert, 1880
- Haematopota champlaini (Philip, 1953)
- Haematopota crassicornis Wahlberg, 1848
- Haematopota grandis Meigen, 1820
- Haematopota pluvialis (Linnaeus 1758)
- Haematopota punctulata Macquart, 1838
- Haematopota rara Johnson, 1912
- Haematopota subcylindrica Pandellé, 1883
- Haematopota willistoni (Philip, 1953)

## Hình ảnh

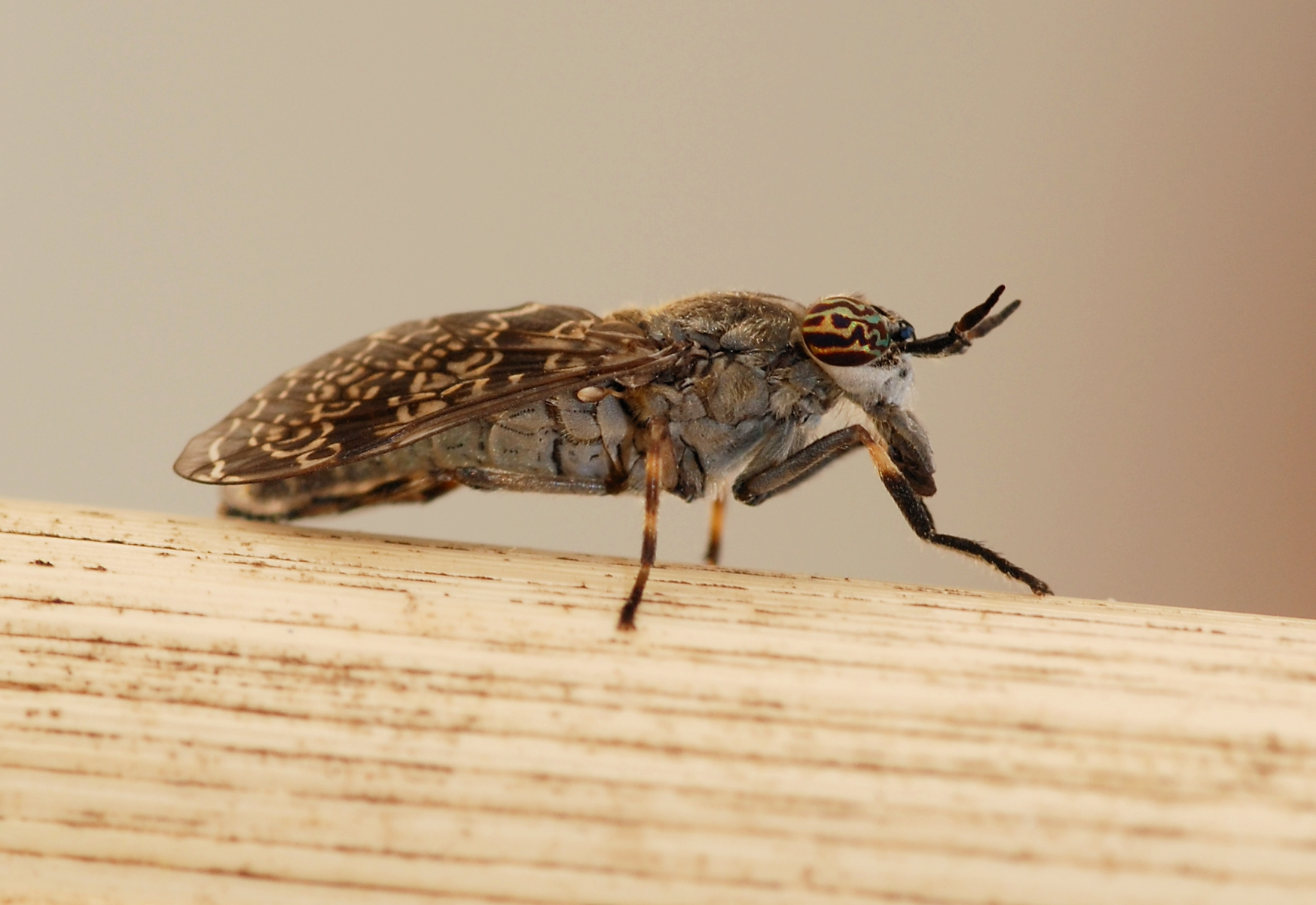
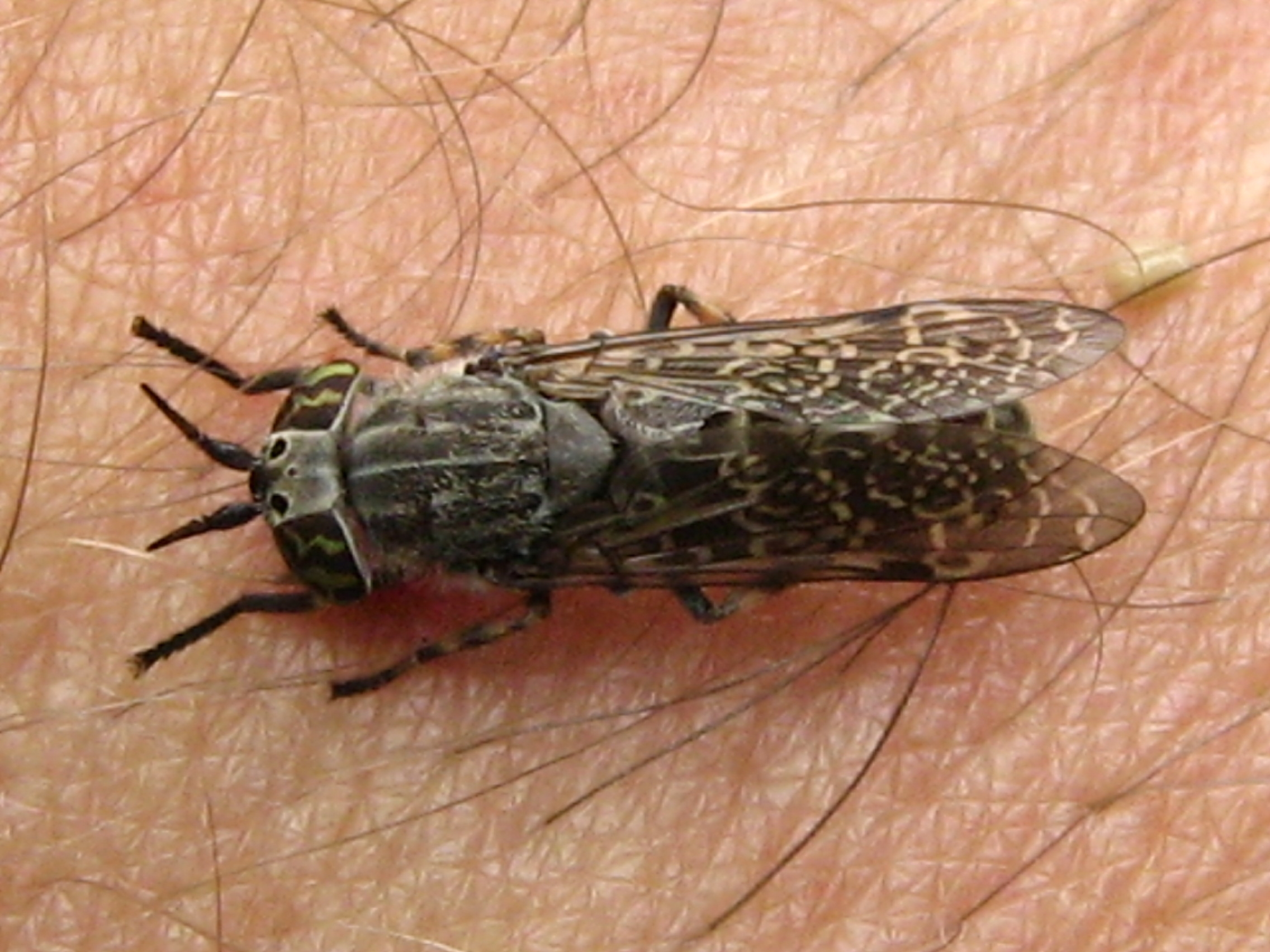
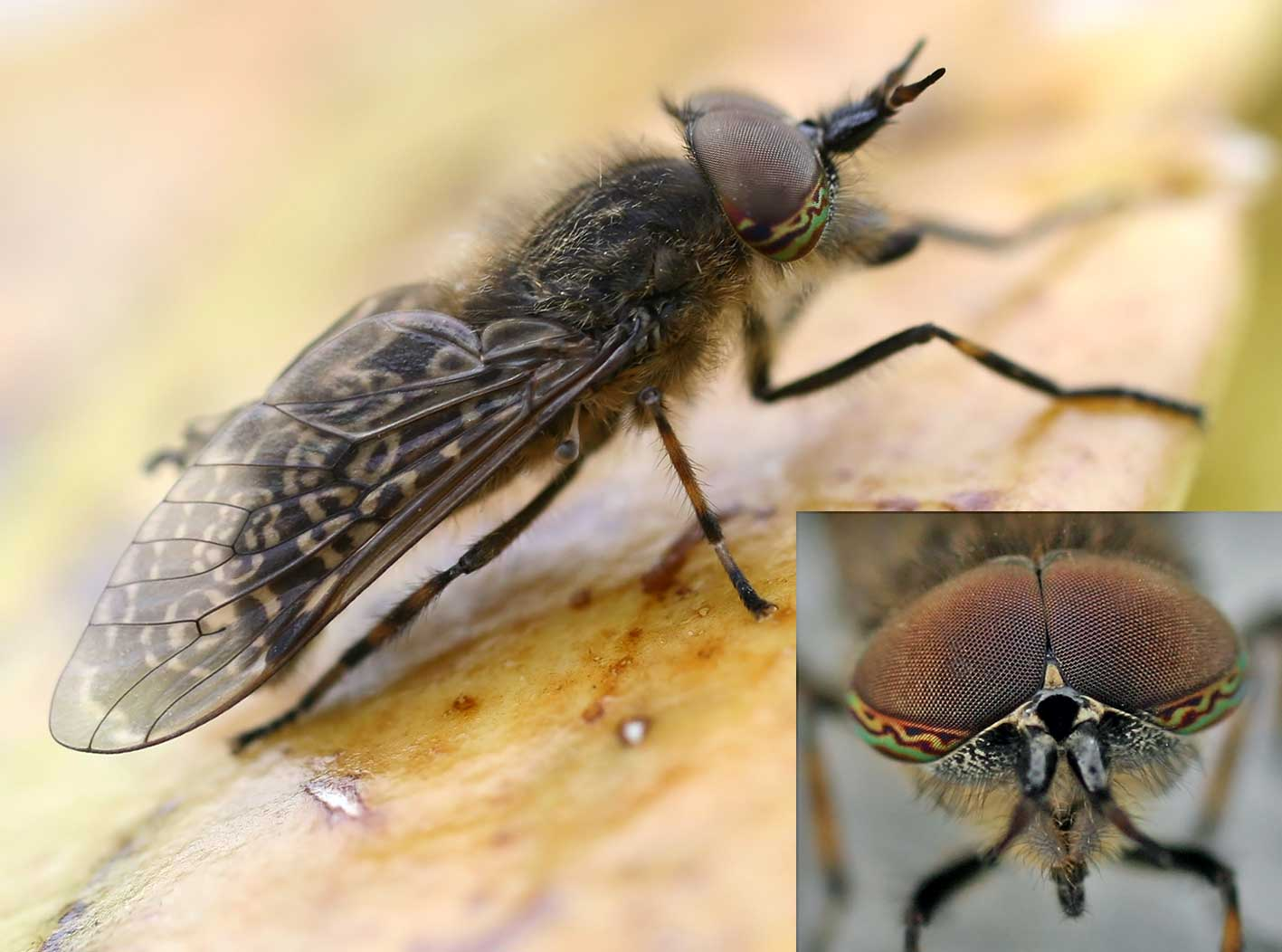
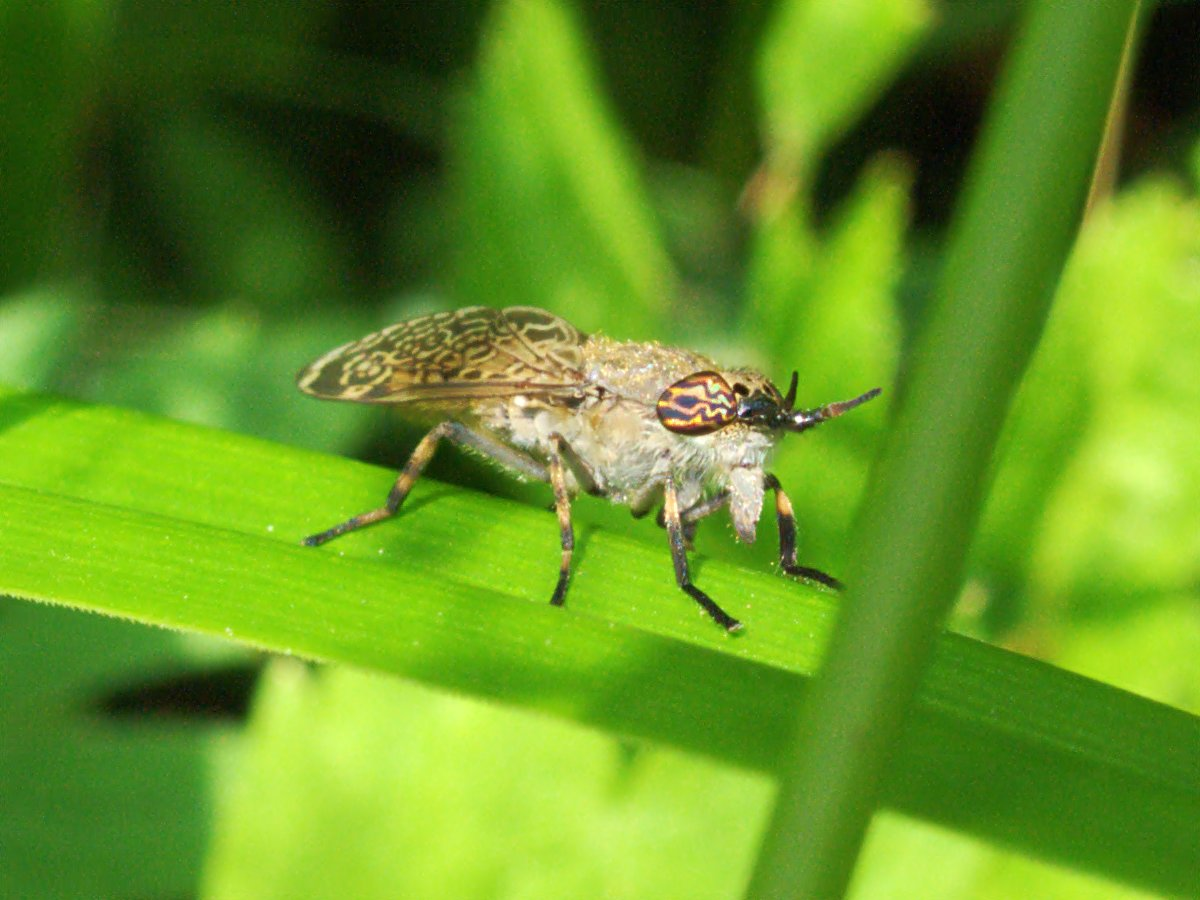